# Ronald Waterreus
Ronald Waterreus, född 25 augusti 1970, är en före detta fotbollsspelare från Nederländerna. Hans position var målvakt. Under sin karriär spelade han bland annat för PSV Eindhoven och Rangers FC, sin sista säsong gjorde han 2007 i MLS-laget Red Bull New York. Han gjorde även 7 landskamper för Nederländerna.